# Megistopoda proxima
Megistopoda proxima är en tvåvingeart som först beskrevs av Seguy 1926.  Megistopoda proxima ingår i släktet Megistopoda och familjen lusflugor. Inga underarter finns listade i Catalogue of Life.